# Dálnice D6
Dálnice D6 (do 31. prosince 2015 rychlostní silnice R6) je dálnice spojující Karlovarský kraj s Prahou. V provozu jsou tři na sebe nenavazující úseky a zbytek je funkční jako silnice I/6 a původní silnici postupně nahrazuje silnice II/606. Trasa komunikace je Praha – Karlovy Vary – Cheb – státní hranice Česko/Německo (Pomezí nad Ohří/Schirnding). Zpoplatněná je pouze část od exitu 7 (Jeneč) po provizorní konec dálnice za obcí Krupá. Dokončení dálnice z Prahy do Chebu se plánuje na rok 2029.

## Přehled úseků
| Číslo | Název                           | Délka    | Kategorie                                    | Zahájení výstavby | Uvedení do provozu                                      | Křižovatky                                                                           |
| ----- | ------------------------------- | -------- | -------------------------------------------- | ----------------- | ------------------------------------------------------- | ------------------------------------------------------------------------------------ |
|       | Praha – Pavlov                  | 10,43 km | R24,5/120                                    | 03/2005           | 12/2008                                                 | Řepy (EXIT 1) Hostivice (EXIT 2) Jeneč (EXIT 7)                                      |
|       | Pavlov – Velká Dobrá            | 5,7 km   | R24,5/100                                    | 1999              | 2001-2002                                               | Unhošť (EXIT 12)                                                                     |
|       | Velká Dobrá – Kamenné Žehrovice | 6,2 km   | R24,5/100                                    | 11/1988           | 10/1994                                                 | Velká Dobrá (EXIT 16)                                                                |
|       | Kamenné Žehrovice – Kačice      | 3,3 km   | R24,5/100                                    | 11/1982           | 1986                                                    |                                                                                      |
|       | Kačice – Nové Strašecí          | 6,5 km   | R24,5/100                                    | 11/1984           | 1985                                                    | Tuchlovice (EXIT 25) Nové Strašecí (EXIT 32)                                         |
| S11   | Nové Strašecí – Řevničov        | 5,55 km  | R25,5/100                                    | 12/2017           | 11/2020                                                 |                                                                                      |
| S12   | Řevničov, obchvat               | 4,2 km   | R25,5/100                                    | 12/2017           | 11/2020                                                 | Řevničov (EXIT 38)                                                                   |
| S13   | Krupá, přeložka                 | 6,45 km  | D25,5/130                                    | 02/2022           | 08/2024                                                 | Krupá (EXIT 43)                                                                      |
| S14   | Hořesedly – přeložka            | 9,2 km   | D25,5/130                                    | 02/2023           | plánováno 09/2025                                       | Kněževes (EXIT 51)                                                                   |
| S15   | Hořovičky – obchvat             | 5,19 km  | D25,5/130                                    | 03/2023           | plánováno 09/2025                                       | Jesenice (EXIT 62)                                                                   |
| U2    | Petrohrad – Lubenec             | 12,11 km | D25,5/120                                    | 07/2024           | plánováno 12/2025 (1. část) plánováno 10/2027 (2. část) | Černčice (EXIT 68)                                                                   |
| U3    | Lubenec – obchvat               | 4,86 km  | R25,5/100                                    | 03/2018           | 08/2021                                                 | Lubenec (EXIT 77)                                                                    |
| U4    | Lubenec – Bošov                 | 4,12 km  | R25,5/100                                    | 05/2010           | 11/2015                                                 | Bošov (EXIT 83)                                                                      |
| K1    | Bošov – Knínice                 | 7,9 km   | D25,5/130                                    | 03/2025           | plánováno 12/2027                                       | Žlutice (Knínice) (EXIT 90)                                                          |
| K2    | Knínice – Žalmanov              | 6,95 km  | D25,5/130                                    | 07/2025           | plánováno 2027                                          | Bochov (EXIT 96)                                                                     |
| K3    | Žalmanov – Olšová Vrata         | 7,34 km  | D25,5/130                                    | plánováno 2026    | plánováno 2028                                          | Žalmanov (EXIT 103)                                                                  |
| K4    | Olšová Vrata – Karlovy Vary     | 8,05 km  | D25,5/130 – extravilán S22,5/80 – intravilán | plánováno 2026    | plánováno 2028                                          | Olšová Vrata (EXIT 108) Karlovy Vary-Stará Kysibelská Karlovy Vary-Mattoniho nábřeží |
|       | Karlovy Vary – průtah, 1. etapa | 3,73 km  | MS20/60                                      | 09/1990           | 1992                                                    | Karlovy Vary-východ Karlovy Vary-Rybáře                                              |
|       | Karlovy Vary – západ, 2. etapa  | 5,24 km  | MS20/60 R24,5/90 R24,5/100                   | 09/2004           | 11/2006                                                 | Karlovy Vary-Rybáře Karlovy Vary-Zlatý Kopeček Dvory (EXIT 129) Jenišov (EXIT 131)   |
| K6    | Jenišov – Nové Sedlo            | 4,44 km  | R24,5/100                                    | 02/2008           | 08/2010                                                 | Nové Sedlo (EXIT 136)                                                                |
| K7    | Nové Sedlo – Sokolov            | 7,48 km  | R24,5/100 R17,5/80                           | 04/2009           | 04/2012                                                 | Těšovice (EXIT 142) Sokolov (EXIT 143)                                               |
| K8    | Sokolov – Tisová                | 5,39 km  | R24,5/100                                    | 10/2008           | 04/2011                                                 | Březová (EXIT 146) Tisová (EXIT 149)                                                 |
| K9    | Tisová – Kamenný Dvůr           | 7,54 km  | R24,5/100                                    | 08/2006           | 06/2010                                                 | Kynšperk nad Ohří (EXIT 156)                                                         |
|       | Kamenný Dvůr – Křižovatka Y     | 4,43 km  | R24,5/100                                    | 11/2001           | 11/2003                                                 | Odrava (EXIT 160)                                                                    |
|       | Severní obchvat Cheb, 2. stavba | 7,05 km  | R24,5/100                                    | 04/1997           | 10/1999                                                 | Jesenice (EXIT 162) Cheb-východ (EXIT 164)                                           |
|       | Severní obchvat Cheb, 1. stavba | 8,9 km   | R24,5/100 S11,5/100                          | 11/1993           | 09/1996                                                 | Cheb-sever (EXIT 169)                                                                |
| K15   | Cheb – Pomezí, dostavba         | 6,6 km   | D25,5/130                                    | plánováno 2028    | plánováno 2029                                          | Chlumeček (EXIT 169) Klest (EXIT 173)                                                |

### Úseky dálnice

#### Praha – Pavlov

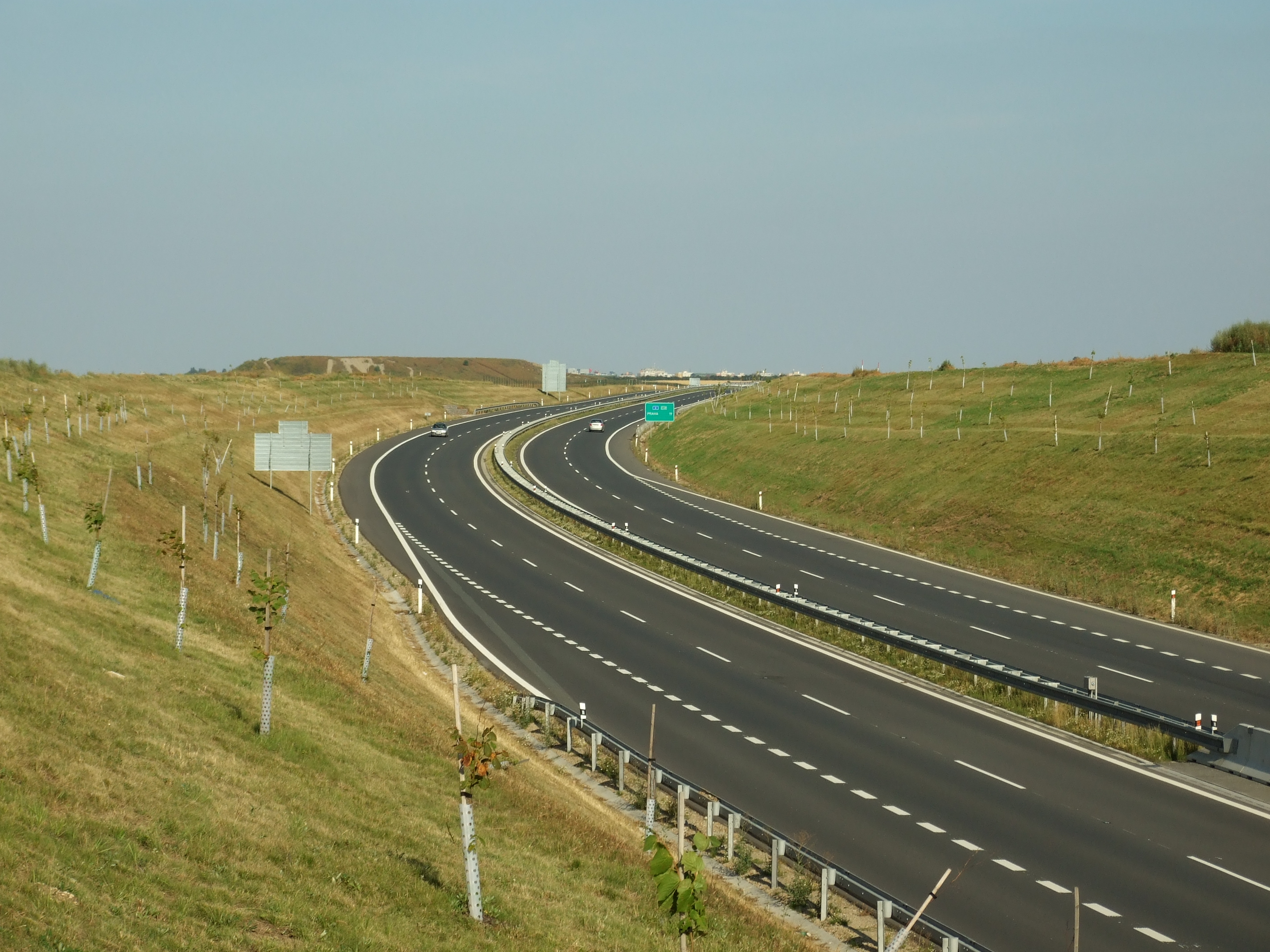
dálnice D6 od Jenče na Prahu ve Středočeském kraji

Vybudovaný úsek propojuje již dříve vybudované úseky s Pražským okruhem. Úsek začíná na MÚK Řepy a končí v katastru obce Pavlov kde se napojuje na již dříve vybudovaný úsek Pavlov – Velká Dobrá. Délka úseku je 10 430 metrů. Dálnice v tomto úseku je vybudována v kategorii R 24,5/120. Na úseku byla vybudována mimoúrovňová křižovatka Jeneč. Dokončena je dále MÚK Hostivice, jejímž hlavním úkolem je dopravní napojení průmyslové zóny. Nejzajímavějším stavebním objektem na trase je připravovaný hloubený tunel Jeneček o délce 462,5 m. Trasu dálnice má v budoucnu protnout nová vzletová a přistávací dráha letiště Ruzyně. Proto bylo rozhodnuto již v průběhu stavby vybudovat dopředu některé prvky tohoto tunelu (opěrné zdi, základové konstrukce apod.). a tím minimalizovat dopady pozdější stavby tunelu na provoz. V předstihu byla vybudována také vozovka budoucího tunelu, která je tvořena cementobetonovým krytem. Stavba úseku byla zahájena v březnu 2005 a předána do užívání 19. prosince 2008.

#### Pavlov – Velká Dobrá
Stavba tohoto úseku probíhala ve dvou etapách. První etapa zahrnovala úsek od MÚK Velká Dobrá který končil poblíž hřbitova nacházejícího se u Malého Přítočna. V druhé etapě byla vybudována MÚK Unhošť napojující silnice I/61. Pro stavbu úseku byla z prostorových důvodů plně využita trasa původní silnice I/6. Úsek v době stavby končil provizorní napojením na silnici I/6 u obce Pavlov. Celková délka úseku je 5 700 metrů. Trasa dálnice je vybudována v kategorii R 24,5/100. Stavba úseku byla zahájena v květnu 1999. První etapa úseku byla zprovozněna v polovičním profilu 20. 6. 2001. Druhý profil byl zprovozněn 1.6.2002. Druhá etapa byla zprovozněna v polovičním profilu na podzim 2000 a v celém profilu 20.6.2001.

#### Velká Dobrá – Kamenné Žehrovice
Výstavba úseku byla zahájena v roce 1988. Součásti úseku je MÚK Velká Dobrá. Na úseku se nachází oboustranná odpočívka Velká Dobrá s ČS PHM. Délka úseku činí 6400 metrů. Stavba byla dána do užívání v říjnu 1994.

#### Kamenné Žehrovice – Kačice
Stavba v tomto úseku byla zahájena v roce 1982 Stavba zahrnovala dostavbu MÚK Kačice a přeložku silnice I/6 a její zkapacitnění v kategorii R 24,5/100. Výstavba probíhala po etapách. Stavba úseku byla kompletně dokončena v roce 1986.

#### Kačice – Nové Strašecí
Stavba byla zahájena v roce 1984 a zahrnovala přeložku silnice I/6 v kategorii R 24,5/100 a vybudování MÚK Nové Strašecí a MÚK Kačice. Úsek začíná mimoúrovňovou křižovatkou se silnicí II/237 a končí u obce Kačice MÚK se silnicí II/236. Součástí stavby byla i úprava trasy silnice II/237 spočívající v její přeložce. Tím bylo odstraněno nevyhovující vedení silnice intravilánem města Nové Strašecí a umožněno napojení na D6. V rámci stavby byl také upraven navazující úsek silnice I/6 ve směru na Karlovy Vary. Úprava spočívala v napřímení trasy silnice v délce cca 1 kilometr. Délka úseku činí 6 500 metrů. Stavba byla předávána do užívání po etapách. Úsek byl kompletně dokončen v roce 1985.

#### Nové Strašecí – Řevničov + Řevničov, obchvat

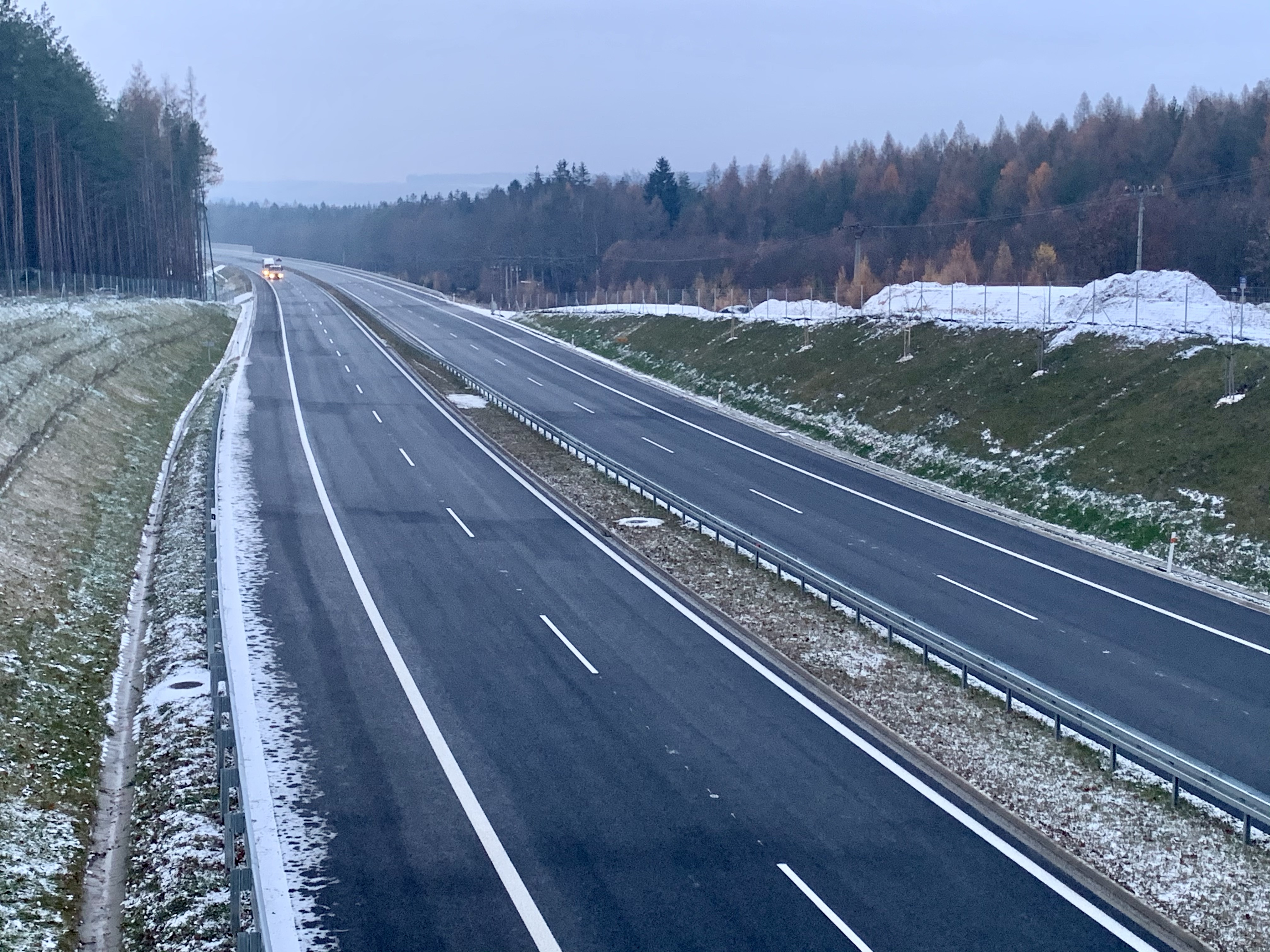
Úsek Nové Strašecí – Řevničov

Úsek navazuje na MÚK Nové Strašecí a pokračuje převážně jižně od původní silnice k Řevničovu. Řevničov míjí jižním obchvatem a sousední Krušovice severním obchvatem. Za obcí úsek končí u Krušovic. Součástí úseku je také MÚK Řevničov a navazující část silnice I/16. Stavba byla zahájena 12. prosince 2017 a úsek byl zprovozněn 30. 11. 2020.

#### Krupá, přeložka
Plánovaný úsek tvoří jižní obchvat Krupé. Součástí stavby je MÚK Krupá a 800 m dlouhá estakáda. Stavba byla zahájena 3. března 2022 a uvedena do provozu 27. srpna 2024.

#### Hořesedly, přeložka
Plánovaný úsek bude tvořit obchvat Hořesedel. Součástí stavby bude MÚK Kněževes se silnicí II/227. Stavba úseku byla zahájena 7. února 2023. Zprovoznění je plánováno na 27. září 2025.

#### Hořovičky – obchvat

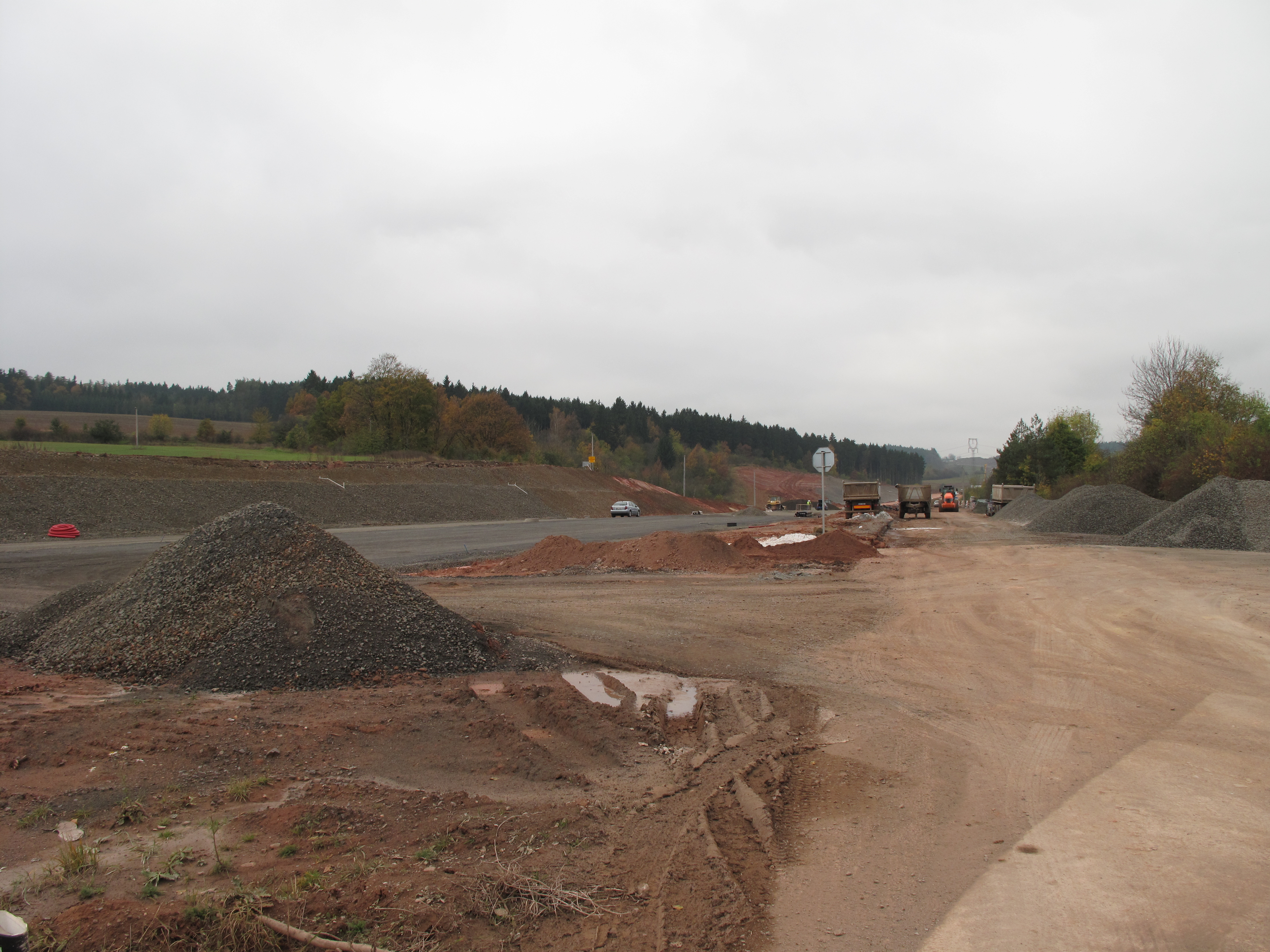
Výstavba u Libkovic

Plánovaný úsek bude tvořit obchvat Hořoviček. Součástí stavby bude MÚK Jesenice se silnicí I/27. Stavba úseku byla zahájena 27. března 2023. Zprovoznění je plánováno na 27. září 2025.

#### Petrohrad – Lubenec
Plánovaný úsek bude dlouhý 12 106 m. Součástí stavby bude MÚK Černčice a 640 metrů dlouhé přemostění údolí Bíleneckého potoka. Dále bude dálnice překonávat plánovanou vodní nádrž Kryry. Stavba úseku byla zahájena v červenci 2024 a je rozdělen do dvou etap. První etapa měří 2,2 km a měla by být zprovozněna v prosinci roku 2025 a druhá etapa v říjnu roku 2027, která bude měřit 9,9 km.

#### Lubenec, obchvat
Úsek tvoří severní obchvat Lubence včetně MÚK Lubenec a napojení silnice II/226. Začíná provizorním sjezdem ze silnice I/6 a na konci navazuje na provozovaný úsek Lubenec – Bošov. Stavba úseku měla být zahájena na podzim 2017, z důvodu komplikací při výběru zhotovitele byla zahájena až v březnu 2018. Úsek byl zprovozněn 31. 8. 2021.

#### Lubenec – Bošov

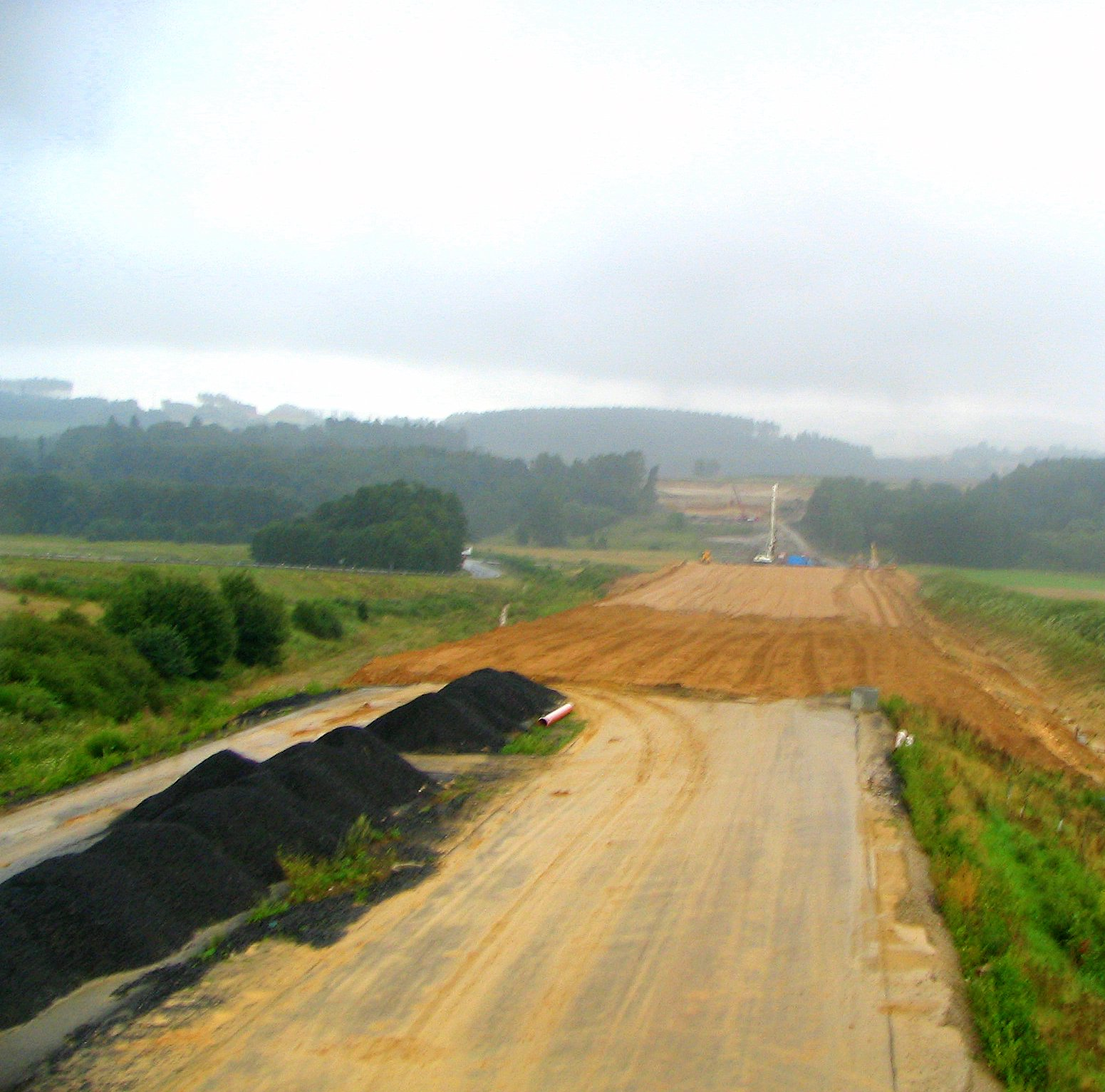
D6 ve výstavbě

Provozovaný úsek navazuje na obchvat Lubence. Stavba byla slavnostně zahájena na jaře roku 2010. Po několika měsících ji v srpnu 2010 tehdejší ministr dopravy Vít Bárta pozastavil. Stavba byla opět spuštěna až úřednickým ministrem dopravy Zdeňkem Žákem, který inicioval též změnu financování stavby – spolufinancování z OPD 1. Činnost na stavbě byla obnovena 13. září 2013. Úsek byl zprovozněn 10. listopadu 2015.

#### Bošov – Knínice
Plánovaný úsek bude dlouhý 7900 m. Součástí stavby bude oboustranná odpočívka Verušičky a MÚK Žlutice. Stavba byla zahájena 10. března 2025 a dokončení je plánováno na prosinec 2027.

#### Knínice – Žalmanov
Plánovaný úsek bude dlouhý 6950 m. Součástí stavby bude MÚK Bochov, most přes Bochovský potok a most přes Ratibořský potok. Stavba by měla být zahájena v roce 2025 a dokončena by měla být v roce 2027.

#### Žalmanov – Olšová Vrata
Plánovaný úsek bude tvořit obchvat Žalmanova a bude dlouhý 7341 m. Součástí stavby bude MÚK Žalmanov a ekodukt. Stavba by měla být zahájena v roce 2026 a dokončena v roce 2028.

#### Olšová Vrata – Karlovy Vary

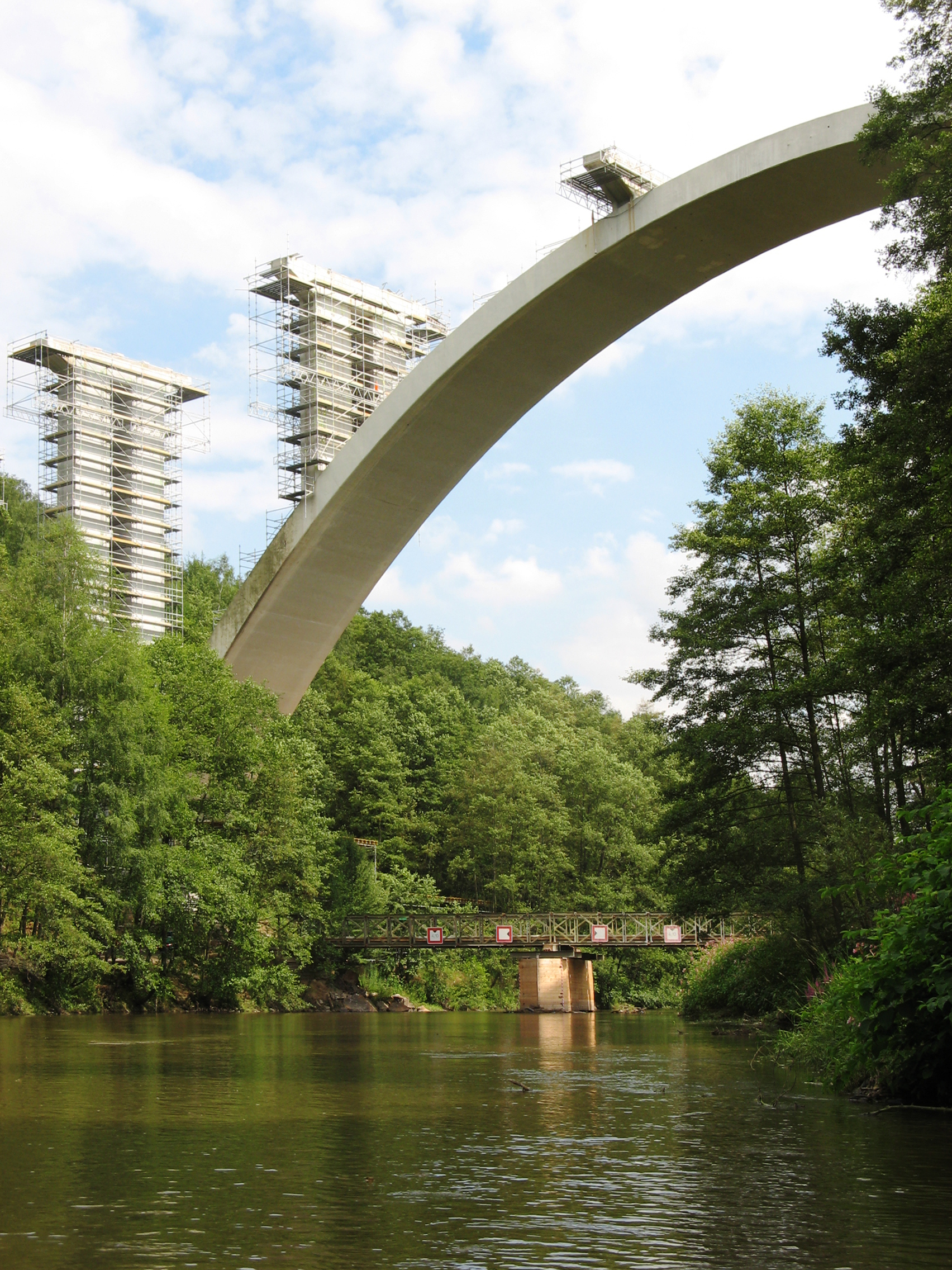
Rozestavěný most dálnice D6 u města Sokolova

Plánovaný úsek bude dlouhý 8020 m. Součástí stavby bude MÚK Olšová Vrata, MÚK Karlovy Vary – Stará Kysibelská, MÚK Karlovy Vary – Mattoniho nábřeží a ekodukt. Stavba by měla být zahájena v roce 2026 a dokončení je plánováno na rok 2028.

#### Karlovy Vary – Nové Sedlo
V Karlových Varech silnice pokračuje průtahem města, který je veden jako čtyřpruh. Až za delší estakádou uvnitř města je komunikace v parametrech dálnice a pokračuje do Jenišova. Úsek první části průtahu byl zprovozněn v roce 1992 a končil u Zimního stadionu. Druhá část s estakádou byla dostavěna a zprovozněna v roce 2007. Úsek Jenišov – Nové Sedlo byl zprovozněn v roce 2010.

#### Nové Sedlo – Tisová
Úsek Nové Sedlo – Sokolov byl ve výstavbě v letech 2009–2012. Probíhala tam náročná rekonstrukce a unikátní rozšíření mostu přes Ohři. Úsek Sokolov – Tisová byl ve výstavbě v letech 2008–2011.

#### Tisová – Cheb
7. listopadu 2009 (slavnostní otevření proběhlo již 5. listopadu) byl zprovozněn v polovičním profilu úsek Tisová – Kamenný Dvůr, zprovoznění plného profilu se odehrálo 10. července 2010. 21. srpna 2010 byl v celém profilu otevřen 4,5 km dlouhý úsek Jenišov – Nové Sedlo. Úsek Kamenný Dvůr – křižovatka Y byl zprovozněn v roce 2003, Cheb – obchvat, 2. stavba v roce 1999, Cheb – obchvat, 1. stavba v roce 1996. Dále k hraničnímu přechodu Pomezí n. Ohří komunikace pokračuje jako silnice I. třídy, na které jsou MÚK a napojují se na ni silnice z okolních obcích.

#### Cheb – Pomezí
Tento úsek bude poslední na dálnici D6 a propojí tak německou a českou dálniční síť. Bude měřit 6,6 km a nacházejí se zde dvě mimoúrovňové křižovatky: MÚK Chlumeček a MÚK Klest. Stavba by měla započít roku 2028 a dokončení je plánováno na rok 2029.

## Zpoplatnění
V současné době (2025) je dálnice v celé délce zpoplatněna mýtným pro vozidla nad 3,5 tuny. Totéž platí i pro úsek silnice I/6 mezi Bošovem a Karlovými Vary. Pro vozidla do 3,5 tuny je zpoplatněn pouze úsek mezi Jenčem a Krušovicemi. Ostatní části dálnice jsou prozatím bez poplatku kvůli izolace od zbytku sítě, v případě počátečního úseku Praha – Jeneč je to kvůli blízkosti Prahy.